# Noordelijk Gangenstelsel

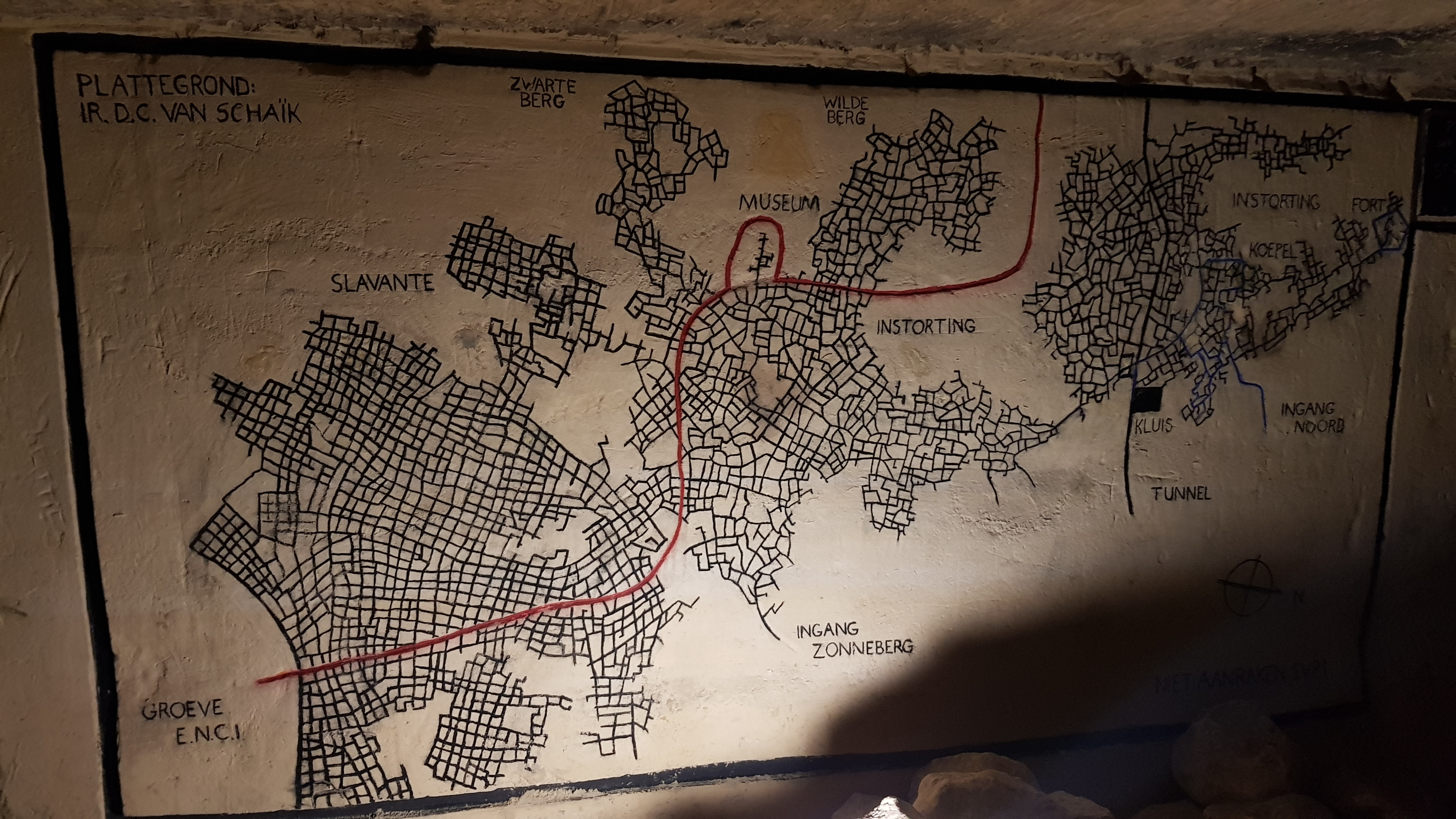
tekening aangebracht op de muur van het gangenstelsel met rechts het deel van het Noordelijk Gangenstelsel

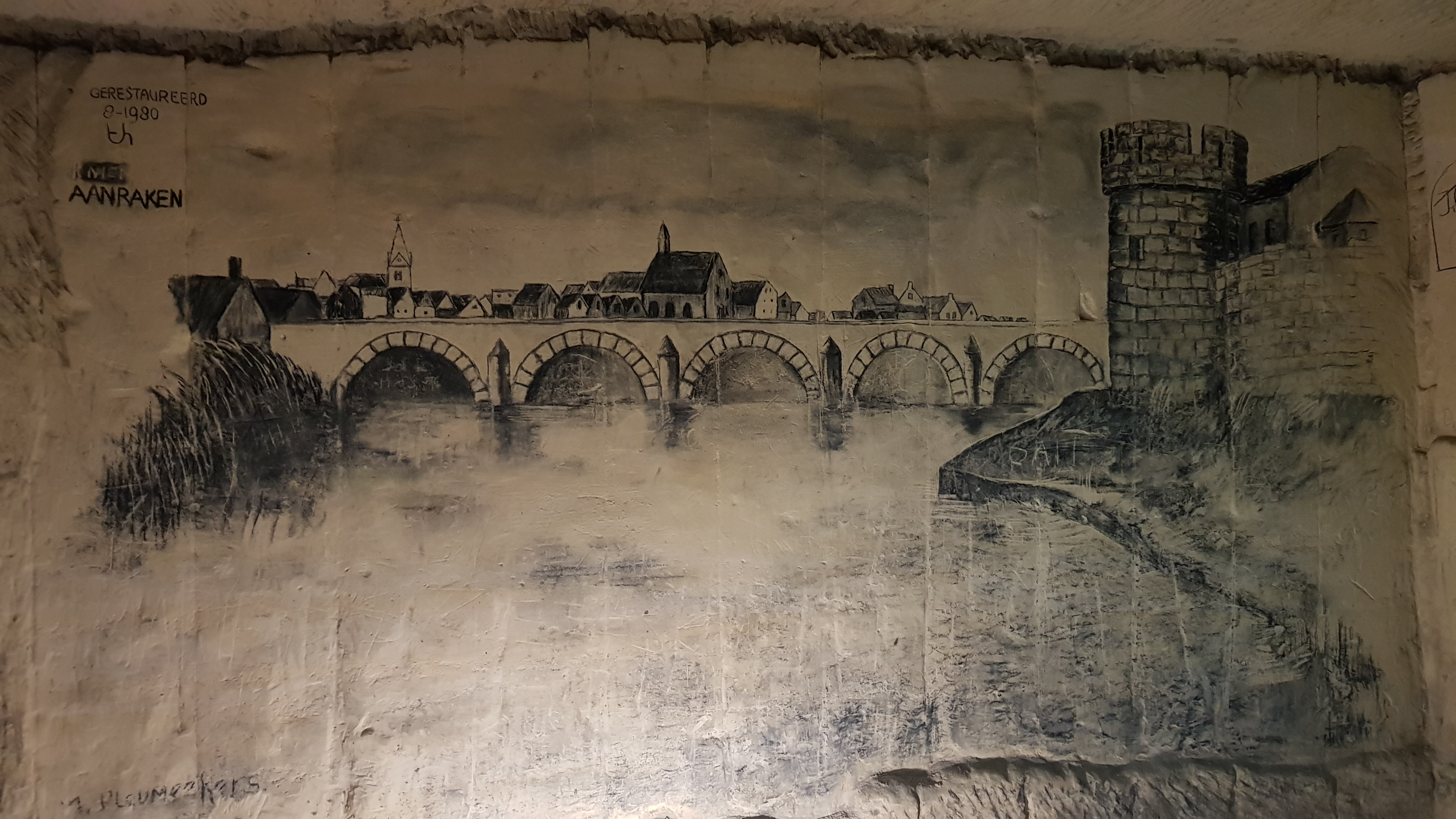
de historische Sint Servaasbrug zoals die er vroeger zou hebben uitgezien, afgebeeld in het gangenstelsel

Het Noordelijk Gangenstelsel, Grotten Noord of Berg van Ceulen is een gangenstelsel en voormalige Limburgse mergelgroeve in Nederlands Zuid-Limburg in de gemeente Maastricht. Het gangenstelsel ligt in de Sint-Pietersberg in het Plateau van Caestert ten noordwesten van het dorp Sint Pieter, zich uitstrekkend van Fort Sint Pieter in het noorden tot ongeveer de Van Schaïkweg in het zuiden en van de Ganzendries in het oosten tot de dalwand met het Jekerdal in het westen.
Het gangenstelsel is het noordelijkste stelsel van enkele grote gangenstelsels in de Sint-Pietersberg. In het zuiden heeft het Noordelijk Gangenstelsel verbinding met het gangenstelsel Zonneberg via het Padvindersgat.
In het gangenstelsel worden er vele rondleidingen gegeven die vertrekken vanaf het Fort Sint Pieter.

## Geschiedenis

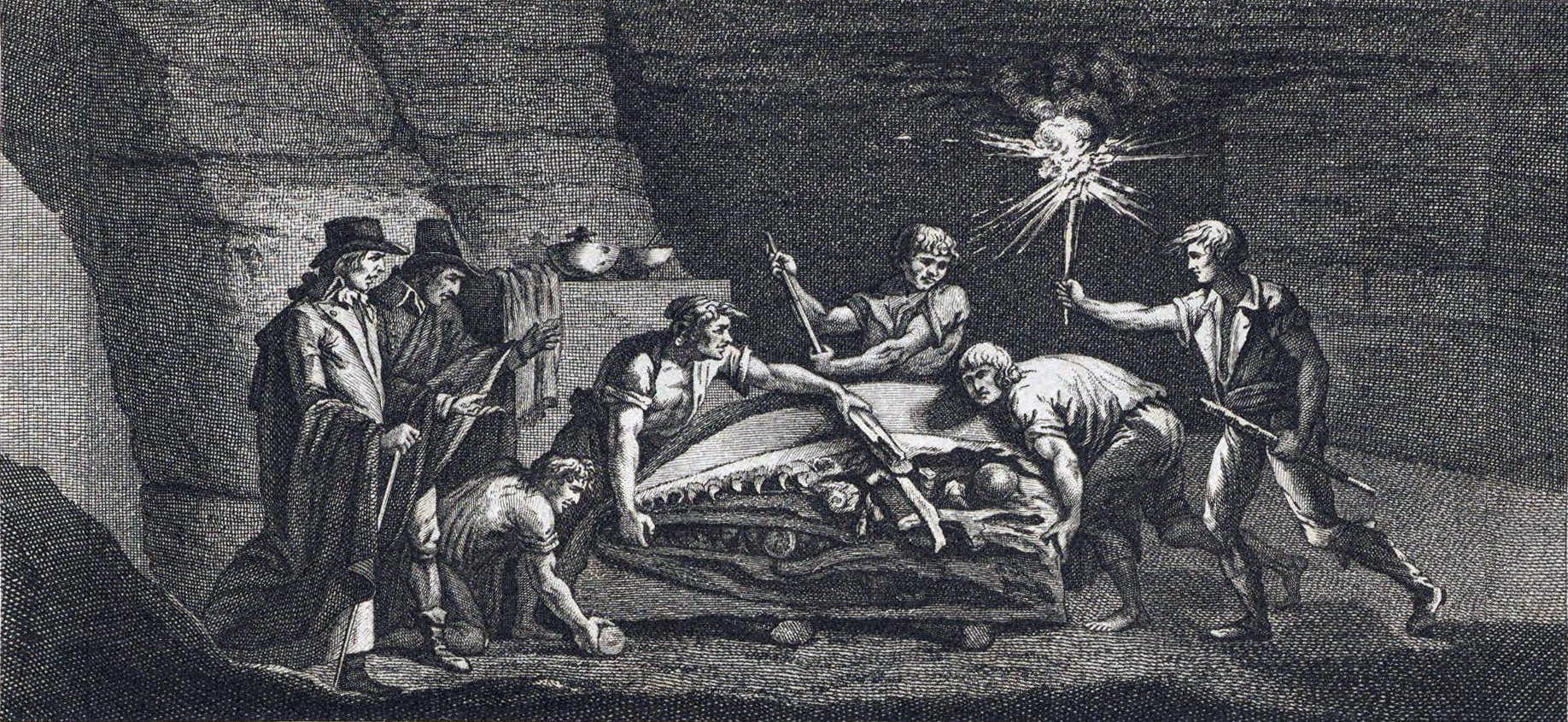
Ontdekking van de Mosasaurus ca 1770 (gravure G.R. Levillaire, 1799)

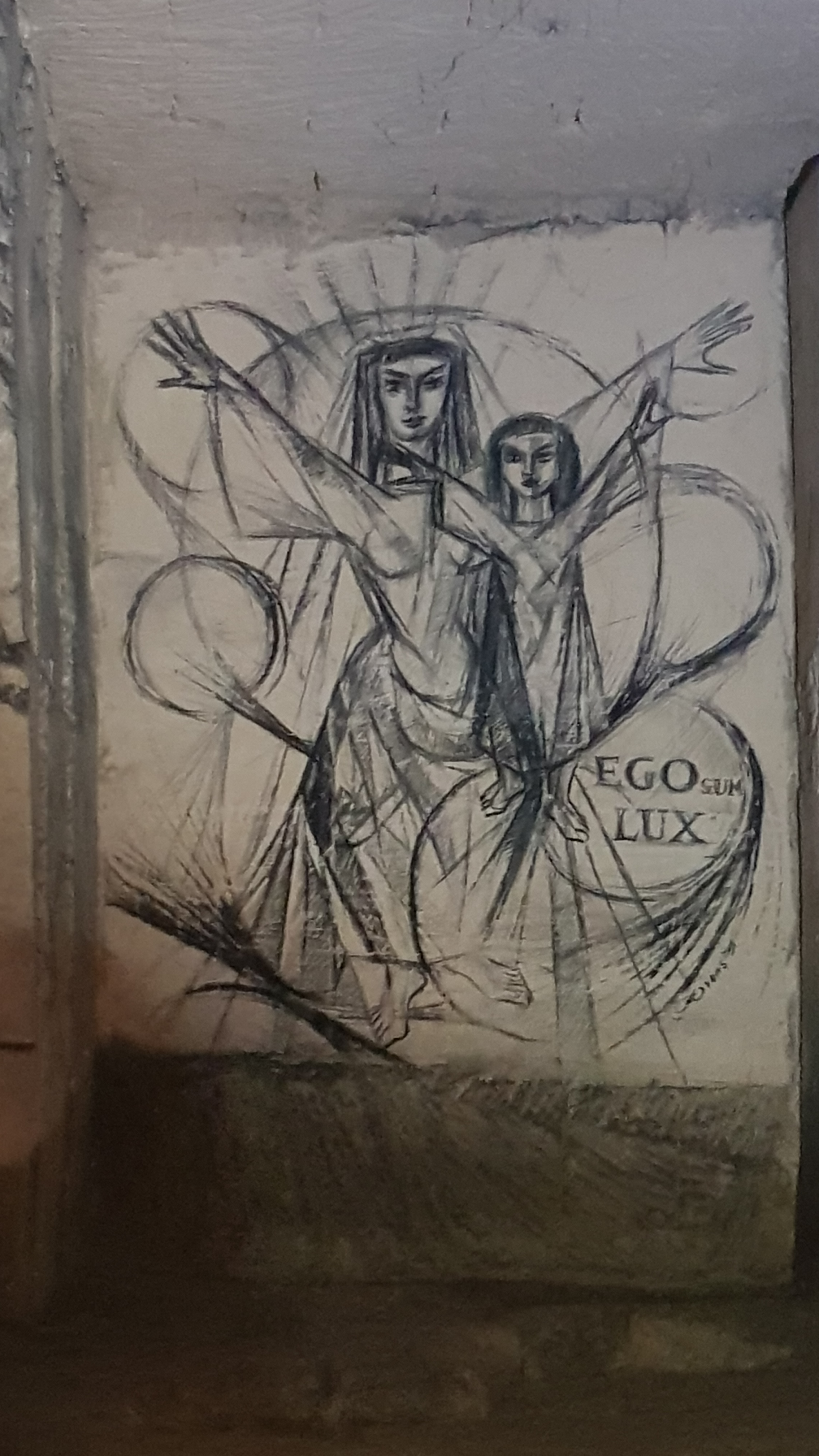
een van de historische houtskooltekeningen in het gangenstelsel

Uit onderzoek naar de graafrichtingen is gebleken dat het Noordelijk Gangenstelsel vanuit de Grote Ingang werd ontgonnen en dat de ingangen Predikherengat en Ganzendriestunnel later pas zijn aangelegd toen het grootste gedeelte van het Noordelijk Gangenstelsel al ontgonnen was door blokbrekers. Vanuit het Predikherengat en Ganzendries (aanleg 16e eeuw) werd het gebied van het (hedendaagse) instortingsgebied tussen Noord en Zonneberg ontgonnen.
In de jaren 1580 kwam vermoedelijk de verbinding tot stand tussen het Noordelijk Gangenstelsel en het Gangenstelsel Slavante.
In 1770 werd in het gangenstelsel de kop van een Mosasaurus gevonden. Deze kop werd door de Fransen in 1794 meegenomen naar Parijs. Een replica van dit dier bevindt zich in het Natuurhistorisch Museum Maastricht.
In 1794 bliezen Franse militairen met het beleg van Maastricht grote gedeeltes van het gangenstelsel op met buskruit waardoor vele gangen instortten en verzakkingen plaatsvonden. Door deze instortingen was er sinds 1809 geen verbinding meer met het gangenstelsel Zonneberg. Voor 1809 kon men van het Noordelijk Gangenstelsel, via Zonneberg en Slavante ondergronds naar het Zuidelijk Gangenstelsel lopen.
In april 1916 stortte de Grote Ingang van het gangenstelsel in. Deze ingang stond ook bekend onder de namen Grand Entrée, Ancien entrée en de Tiendschuur. Rond 1800 had de ingang reeds aan betekenis verloren doordat ondergrondse explosies met het beleg van Maastricht instortingen veroorzaakt hadden in het gangenstelsel achter deze ingang. Wel werd ze daarna nog bezocht vanwege de fraaie ingangspartij.
Het Noordelijk Gangenstelsel werd tot in de jaren 1930 de Berg van Ceulen genoemd. Het gangenstelsel Zonneberg heette toen de Benedenberg en het gangenstelsel Slavante heette Bovenberg. Daarnaast werden ook de benamingen Sint-Pietersberggroef I, II en III gebruikt. In de jaren 1930 kreeg het Noordelijk Gangenstelsel haar huidige naam door de introductie ervan door D.C. van Schaïk die het gehele gangenstelsel opgemeten had.
In 1928-1932 werd er door het Noordelijk Gangenstelsel de Van Schaïktunnel aangelegd voorzien van smalspoor voor het transport van kalksteen van de Groeve van der Zwaan naar het Kanaal Luik-Maastricht in het Maasdal.
In 1938 schreef D.C. van Schaïk in het boek De Sint Pietersberg dat er ruim 25 jaar eerder opnieuw een verbinding tussen het Noordelijk Gangenstelsel en de Zonneberg zou zijn uitgehouwen en bekend staat als het Padvindersgat. Deze één meter brede gang had toen een lengte van ongeveer 55 meter en had een hoogte van anderhalve meter. Toen men in de oorlog in een schuilkelder inrichtte in de Sint-Pietersberg, werd het Padvindersgat als te klein gezien en breidde men deze uit. Dit werd voltooid op 10 juli 1943. Na de oorlog probeerde de champignonkweker het gat te dichten met allerhande materialen, omdat hij last had van berglopers die van de Zonneberg naar Noord via de champignonkwekerij kwamen die in het Noordelijk Gangenstelsel in het gedeelte tussen de Van Schaïktunnel en het Padvindersgat gesitueerd was. Onbekenden wisten het gat toch weer open te krijgen. Na de overname door Natuurmonumenten werd er een degelijk afsluitbaar hek geplaatst, maar dat werd in 2011 in het geheel gestolen.
Tijdens de Tweede Wereldoorlog werd het Sint-Pietersbergplan ontwikkeld waarbij het ondergrondse gangenstelsel, waaronder een deel van het Noordelijk Gangenstelsel, ingericht werd als evacuatiecentrum voor het geval Maastricht in de frontlinie terecht zou komen.

## Bezienswaardigheden
In het Noordelijk Gangenstelsel zijn er tal van kunstwerken en andere bezienswaardigheden te zien, waaronder:
- de geologische kenmerken van de Sint-Pietersberg met onder andere lagen vuursteen die verdere ontginning van de kalksteen in de weg zat[14][15]
- de sporen die blokbrekers achter hebben gelaten in de eeuwen dat de groeve werd ontgonnen voor de winning van kalksteenblokken, waaronder kapsporen en de manier waarop ze de blokken uitzaagden, de zwarte plekken van walmende olielampjes en karrensporen[16]
- de restanten van de agrarische functie die het gangenstelsel ook heeft gehad met de kweek van champignons[13] en de teelt van witlof en kardoen[14]
- de oude opschriften die mensen door de eeuwen heen achtergelaten hebben, waarvan de oudste uit 1554 stamt[17]
- allerlei houtskooltekeningen die door kunstenaars aangebracht zijn op de muren van het gangenstelsel[18]
- de Kunstbunker Sint-Pietersberg waar tijdens de Tweede Wereldoorlog het schilderij De Nachtwacht samen met andere waardevolle kunstobjecten werden bewaard[18][19]
- de grote explosiekoepel die met het beleg van Maastricht in 1794 is ontstaan[8][18]

## Groeve
Het Noordelijk Gangenstelsel heeft een oppervlakte van 16 hectare, waarvan ongeveer 6,5 hectare door instortingen verloren is gegaan. De ingang van het gangenstelsel is via de Ganzendries.
Met het gangenstelsel Zonneberg heeft het Noordelijk Gangenstelsel als gevolg van instortingen tegenwoordig slechts één verbinding, namelijk het Padvindersgat.
Het Noordelijk Gangenstelsel is in het beheer van Natuurmonumenten.

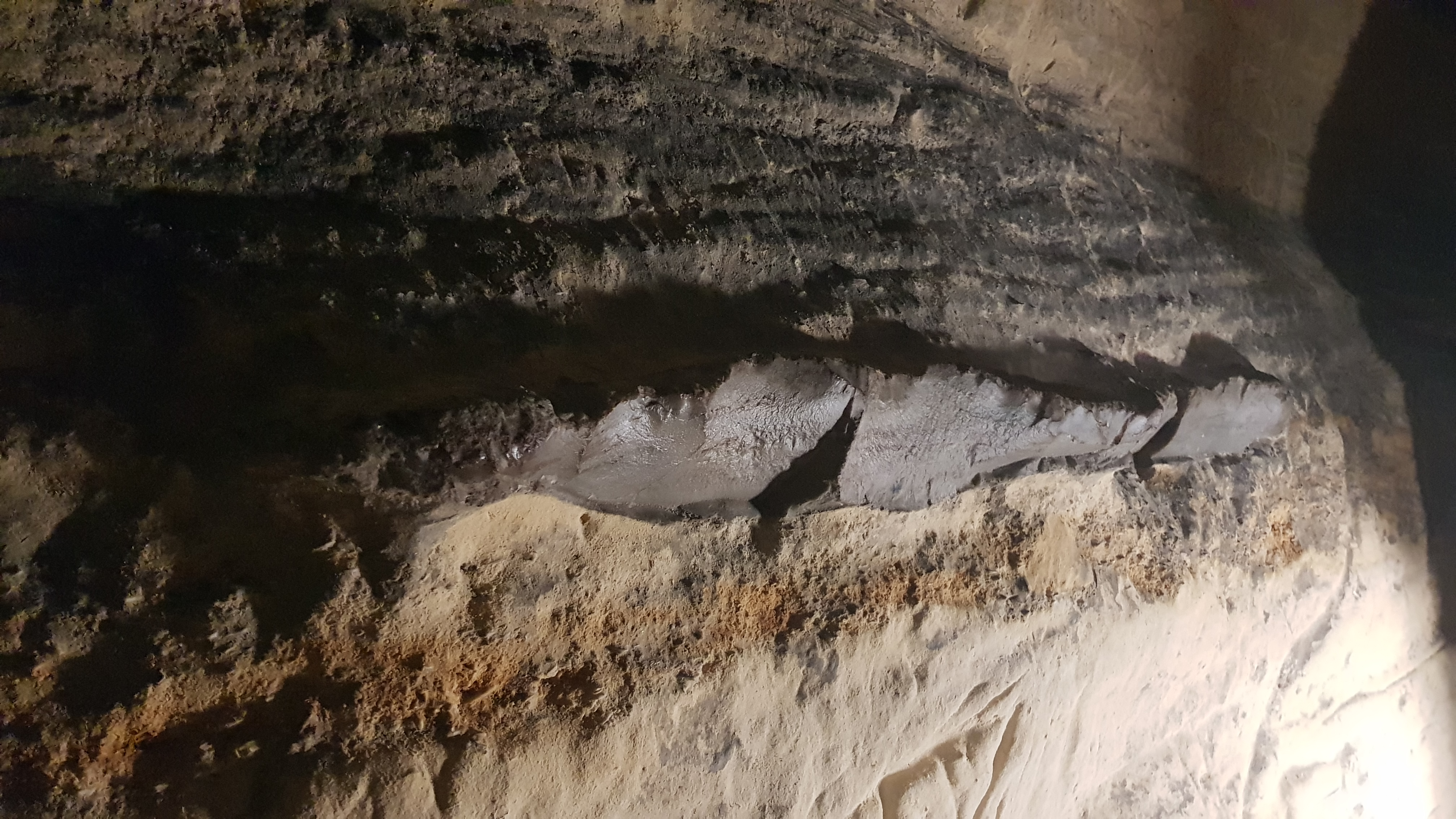
een laag vuursteen
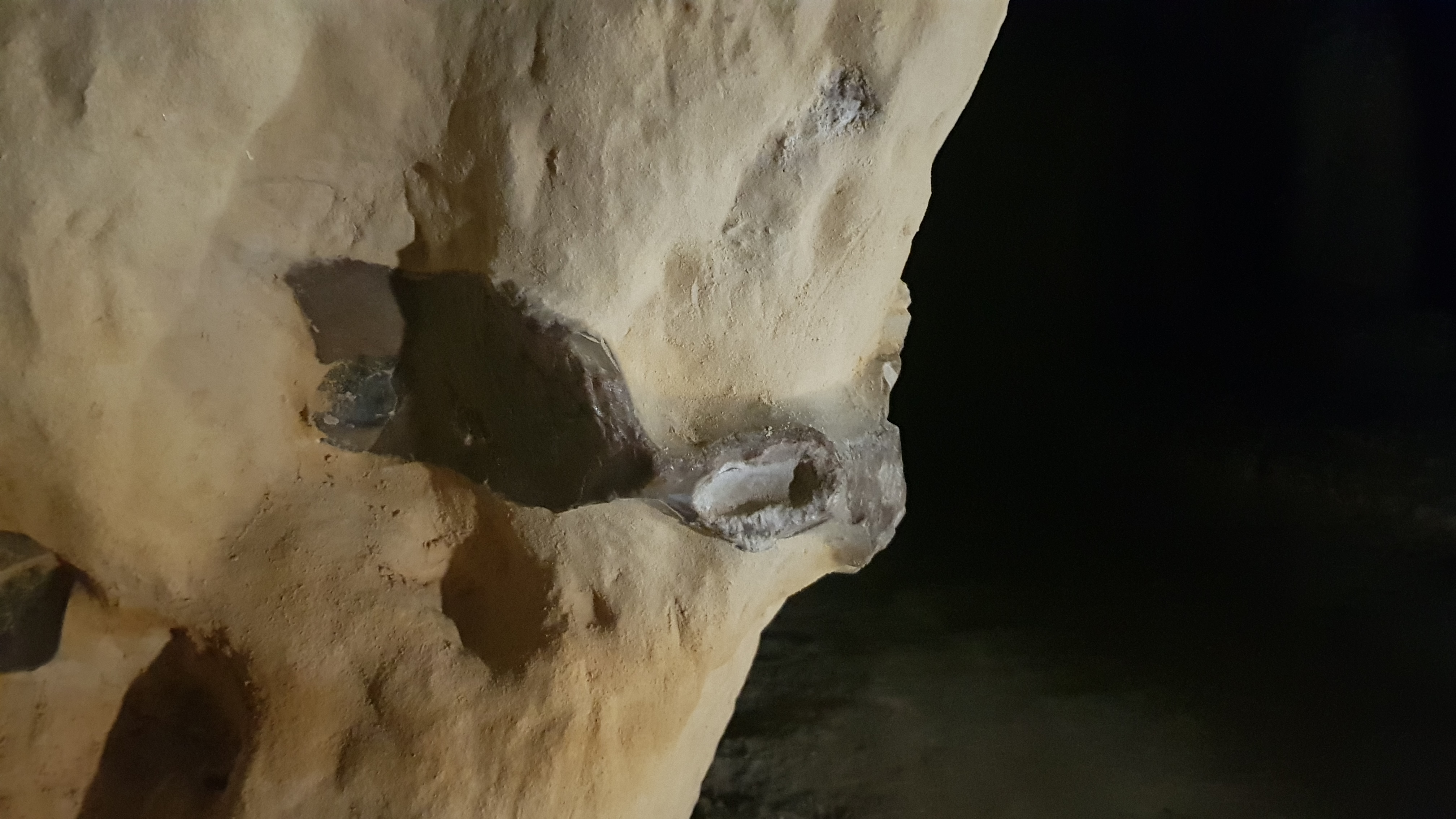
meer vuursteen op dezelfde hoogte verderop in de wand
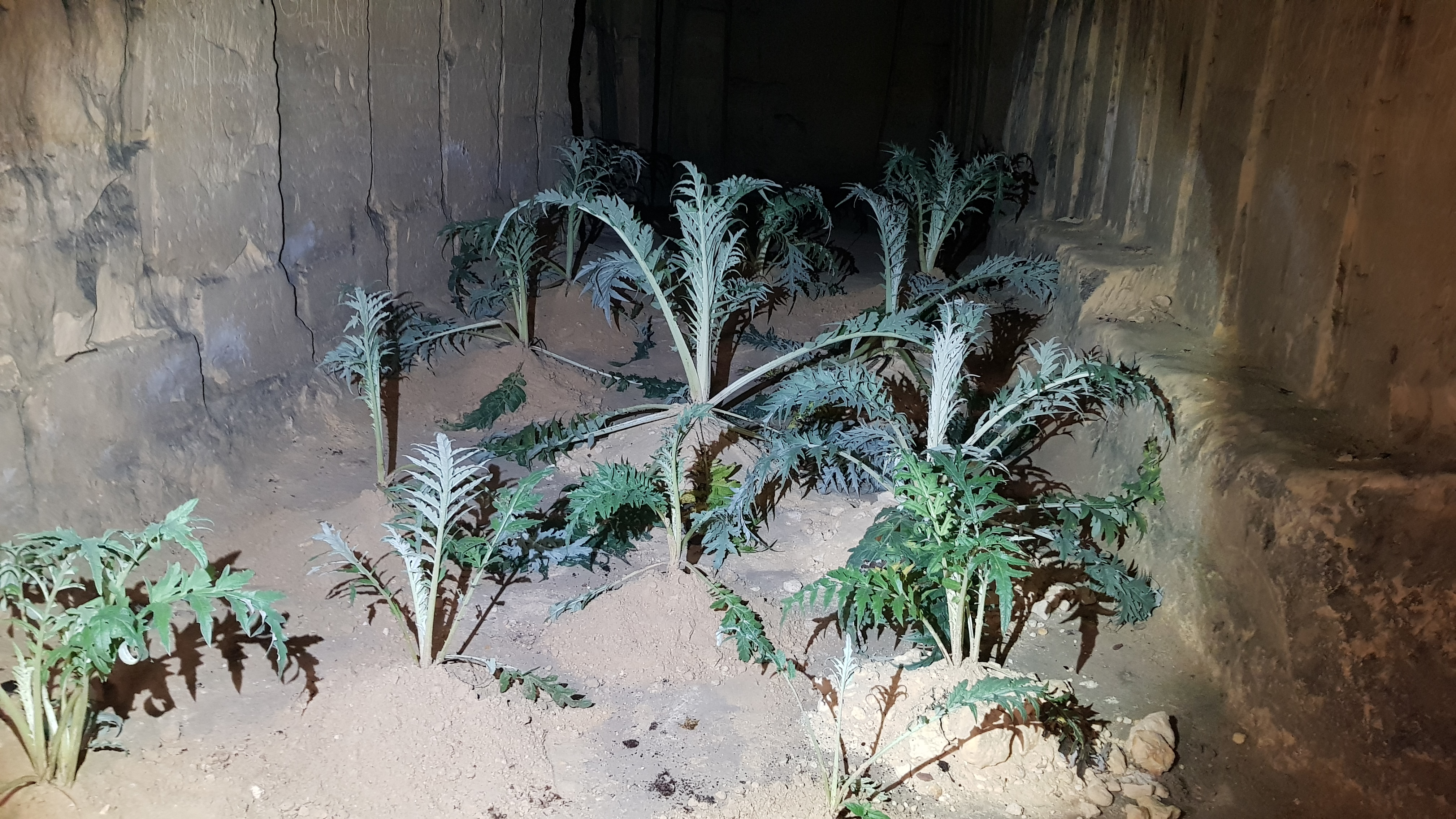
kardoen
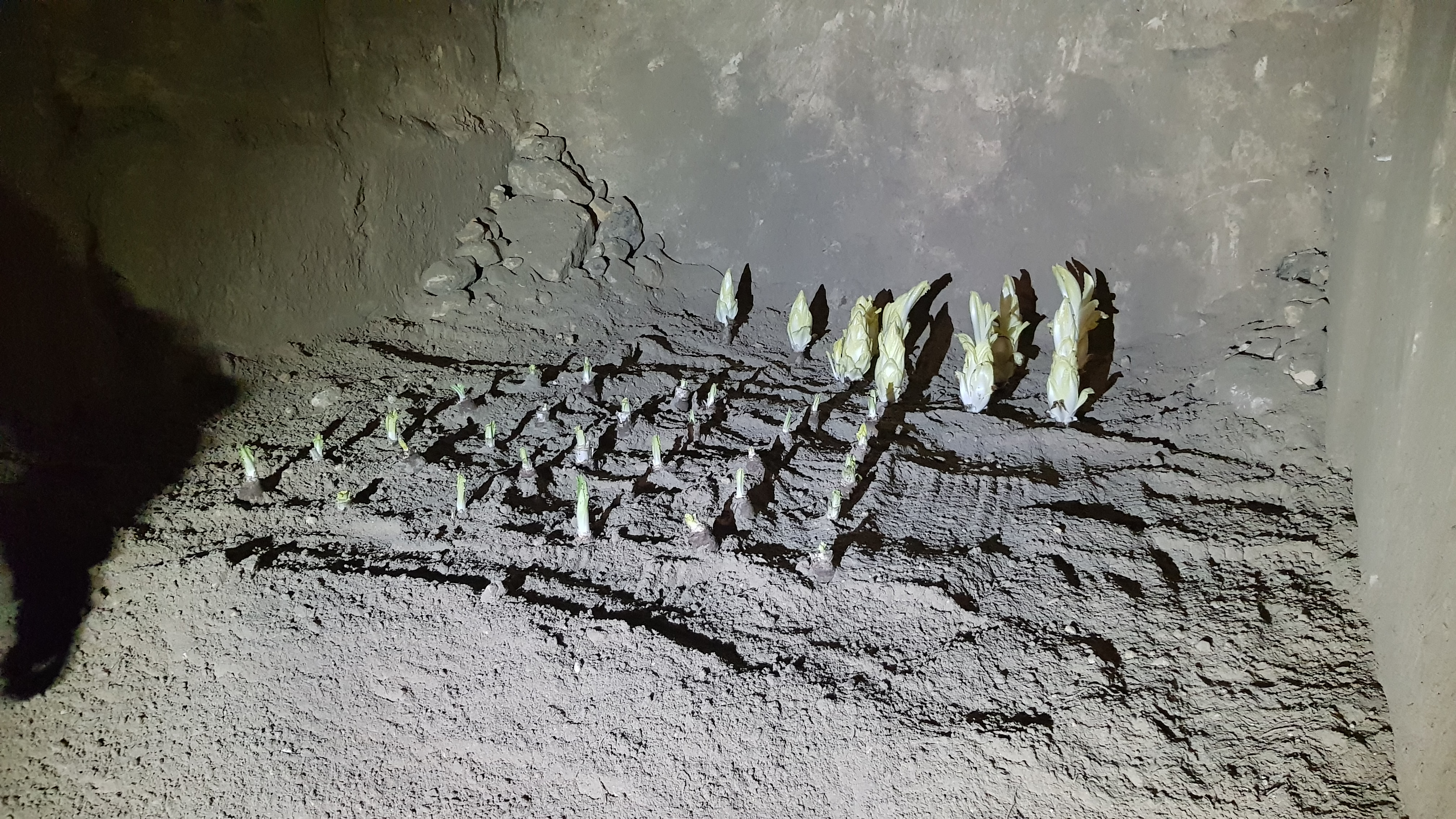
witlof
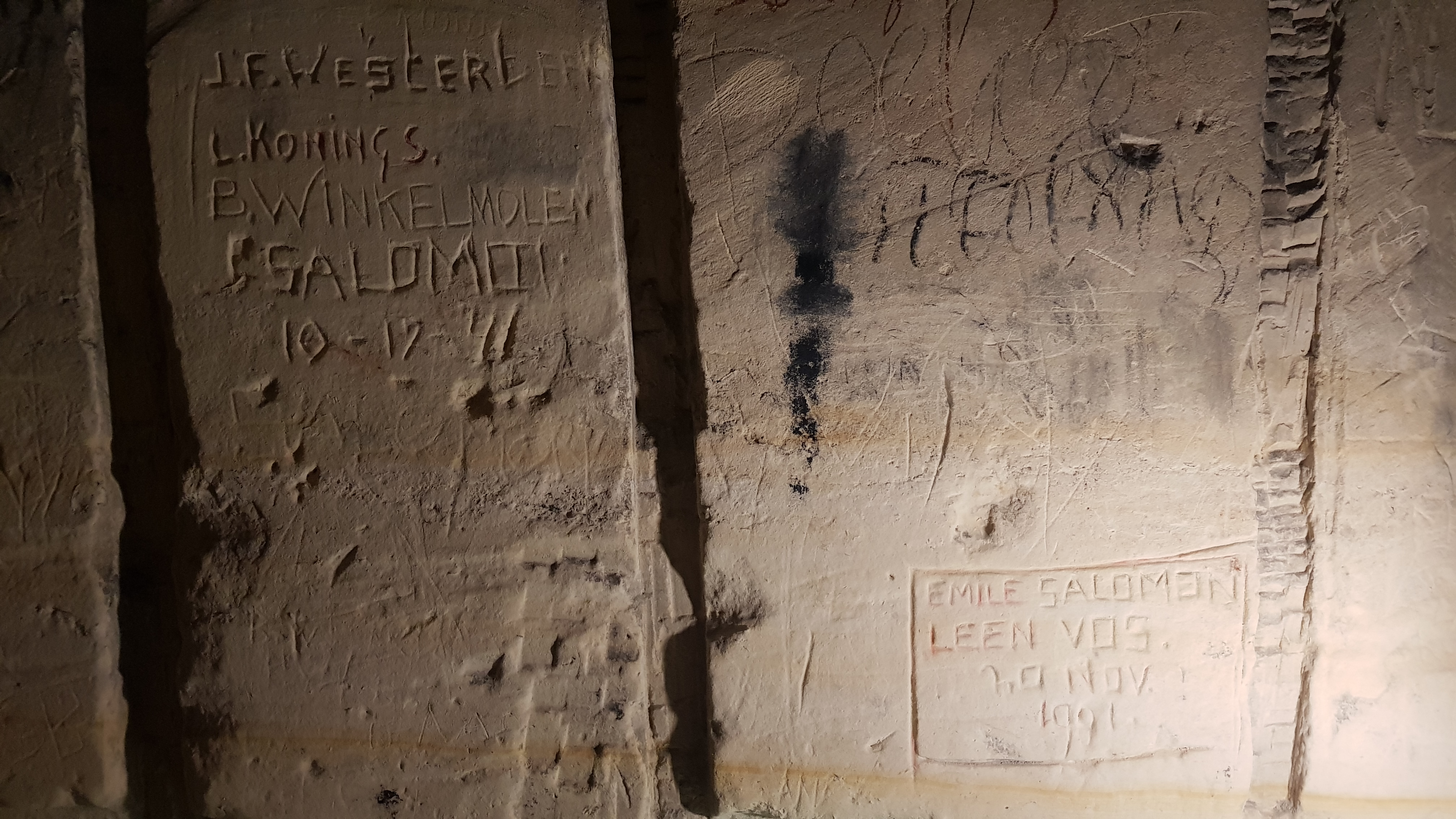
links aangebracht door mensen op de vlucht in 1941 tijdens de Tweede Wereldoorlog, rechts aangebracht door de nazaat die 50 jaar later naar deze plek is teruggekeerd
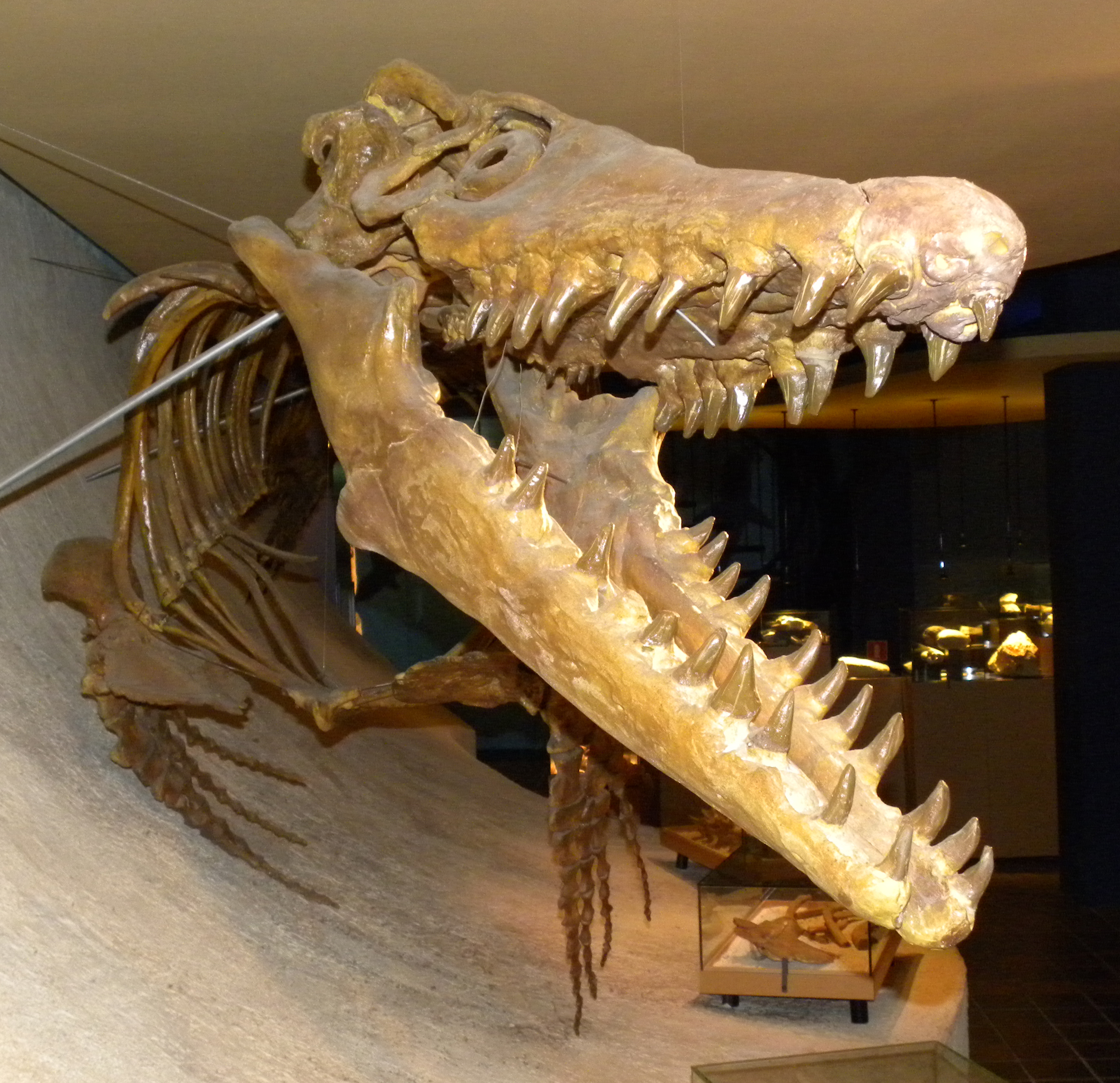
de replica van de in 1770 gevonden kop van de Mosasaurus in het Natuurhistorisch Museum Maastricht